# Моррисон, Алан
Алан Моррисон (англ. Alan Morrison) — американский органист. Обучался органу в Кёртисовском Музыкальном Институте и в Джульярдской Школе у прославленного американского органиста Джона Уивера. Один из ведущих концертирующих органистов США, он известен своими концертными выступлениями, аудио-записями, и педагогической деятельностью. Моррисон — профессор органа в Кёртисовском Музыкальном Институте (англ. The Curtis Institute of Music). Он также преподаёт в Вестминстерском Хоровом Колледже при Принстонском Университете (англ. Westminster Choir College) и в Урсинус Колледже во Флориде (англ. Ursinus College).

## Записи
- OPUS 76 (Verizon Hall/Kimmel Center
- Cathedral Basilica of the Sacred Heart
- Alan Morrison at St. Luke’s, Dunwoody, Ga.
- Organ Power
- St. Philip’s Cathedral
- Live from Spivey Hall
- Festive Duo
- Alan Morrison at Church of the Epiphany, Miami
- American Voyage